# Капітохін Олександр Григорович
Капіто́хін Олекса́ндр Григо́рович (*6 червня 1892 Орловська губернія — † 13 серпня 1958, Москва) — другий Командувач ПДВ СРСР (червень 1943 — серпень 1944), генерал-лейтенант (1944).

## Біографія
Народився 6 червня 1892 в Орловській губернії в сім'ї сільського вчителя. В 19 років Олександр Григорович Капітохін закінчив вчительську семінарію.
Після цього на початку Першої світової війни він пройшов курс офіцерського училища й з 1915 йому було надано перше офіцерське військове звання Російської армії. Командував взводом, ротою.
Після Жовтневого перевороту 1917 — вступив до лав Червоній армії, призначений командиром батальйону. Активний учасник громадянської війни. З 1918 по 1921 на Західному і Кавказькому фронтах Червоної Армії був командиром стрілецького полку і командиром стрілецької бригади. У 1919 під Борисові отримав контузію. В 1920 потрапляв в полон до поляків.
Восени 1920 командир 98-го стрілецького полку 11-ї стрілецької дивізії О. Г. Капітохін за участь в боях з «білою гвардією» нагороджується орденом Червоного Прапора.
У 1921 він продовжив військову службу, в 1923 закінчив курси «Постріл», а в 1931 — Військову академію ім. М. В. Фрунзе.
Проходячи службу в запасі, Олександр Григорович в 1936 був призначений начальником полярної станції, а згодом — заступником начальника Головного управління Північного Морського шляху (Головпівнічморшлях). Цією відповідальною роботою він займається до початку Німецько-радянської війни. Відмічений орденом «Знак Пошани» (1940).
У вересні 1941 його затверджують на посаді командира 161-го стрілецького полку 95-ї стрілецької дивізії, а невдовзі командиром цієї дивізії, й з жовтня 1941 він був одним із захисників Севастополя. Його ім'я увічнене в історії оборони Головної бази Чорноморського Флоту в 1942.
З грудня 1942 року Капітохін — командир 8-ї гвардійської повітряно-десантної дивізії, якою він керував на Південному і Північно-Західному фронтах до червня 1943, а з червня 1943 року по серпень 1944 року — Командувач Повітряно-Десантних Військ Червоної Армії. У цей період йому вручається орден Суворова третього ступеня.
З серпня 1944 року у зв'язку з реорганізацією повітряно-десантних військ — командир 38-го гвардійського повітряно-десантного корпусу Окремої гвардійської повітряно-десантної армії (з грудня 1944 року — 38-й гвардійський стрілецький корпус 9-ї гвардійської армії). Генерал-лейтенант Капітохін командував корпусом під час Віденської наступальної операції. У листопаді 1944 після командування протягом півроку корпусом, нагороджений орденом Червоного Прапора.
У листопаді 1945 Олександр Григорович у військовому званні генерал-лейтенант призначається на посаду начальника Тамбовського суворовського військового училища. На цій посаді він служив до липня 1950 і був звільнений у відставку за хворобою з правом носіння військової форми та з особливими знаками на погонах.